# Messier 38
Messier 38 (auch als NGC 1912 bezeichnet) ist einer der drei Offenen Sternhaufen (nebst M36 und M37) im Wintersternbild Fuhrmann. Seine scheinbare Helligkeit beträgt 6,4 mag, seine Winkelausdehnung 21'. Er ist rund  4000 Lichtjahre vom Sonnensystem entfernt und hat einen Durchmesser von etwa 25 Lichtjahren. M38 ist ein mäßig dichter Haufen mit einem geschätzten Alter von etwa 200 Millionen Jahren.
Die ältesten Mitgliedssterne sind Riesen der Spektralklasse B5 mit einer absoluten Helligkeit von etwa −1,5 mag. Das Objekt enthält ebenfalls eine Anzahl von A-Typen Hauptreihensterne und einige Riesen des Typs G.
Im Feldstecher 10×50 zeigt er ein Wölkchen mit einer Handvoll Einzelsterne 9.–10. Größe, in einem kleinen Fernrohr deutliche Kreuzform, die in stärkeren Teleskopen verschwindet. In einem 20-cm-Spiegelfernrohr sehen erfahrene Beobachter bereits 100–150 Sterne, die sich zur Mitte konzentrieren und teilweise in Reihen angeordnet sind.